# Josh Howard
Joshua Jay Howard, detto Josh (Winston-Salem, 28 aprile 1980), è un ex cestista statunitense, professionista nella NBA.

## Carriera
Viene selezionato con la 29ª scelta al draft 2003 dai Dallas Mavericks. Viene selezionato per l'All-Rookie Second Team 2003. Durante la sua stagione da matricola salta 13 partite per infortunio. Nella sua seconda stagione, Howard continua a essere utilizzato come riserva, fino a quando un infortunio a Marquis Daniels ha concesso ad Howard la possibilità di giocare come ala piccola titolare. Durante questa stagione Howard ha mantenuto una media di 12,6 punti, 6,4 rimbalzi e 1,53 palle rubate in 32 minuti a partita. Nella stagione 2005-06, Howard realizza un career-high in media punti (15,6 punti) e percentuale di tiro da tre (42,9), oltre a 6,8 rimbalzi e 1,2 palle rubate a partita. Disputa solo 59 partite a causa di un infortunio. Ai play-off 2006 Howard è fondamentale nell'arrivo dei Mavs fino alle finali quando la squadra era a 23-0 e Howard ha segnato più di 20 punti a partita. Nei minuti finali di gara-5 delle finali 2006 contro i Miami Heat gli arbitri affermarono che Howard chiese un timeout durante un tentativo di tiro libero di Dwyane Wade, che avrebbe concesso ai Mavs di rimettere in gioco la palla solo da fondo campo e non da metà campo. Howard affermò di non aver chiesto il timeout e che l'arbitro Joey Crawford era d'accordo con lui. A seguito del secondo libero di Wade, che portò in vantaggio gli Heat di un punto, i Mavs non ebbero la possibilità di rimettere la palla a metà campo e di tentare un eventuale tiro vittoria. Agli inizi del 2006 il direttore della Nazionale statunitense Jerry Colangelo ha invitato Howard come uno dei possibili specialisti difensivi (gli altri erano Shane Battier dei Memphis Grizzlies e Bruce Bowen dei San Antonio Spurs) nelle Olimpiadi 2008. Howard ha rifiutato l'offerta, decidendo di disputare il suo campo giovanile annuale nella sua città natale, Winston-Salem (Carolina del Nord). Durante la stagione 2006-07 ha saltato 2 partite (Dallas Mavericks-Seattle SuperSonics e Memphis Grizzlies-Dallas Mavericks). I suoi 18,9 punti a partita con 6,8 rimbalzi a partita hanno contribuito a portare i Mavs a chiudere con un bilancio di 67-15 (il migliore stagionale), ma Howard è stato inizialmente escluso dall'All-Star Game; è stato tuttavia selezionato a seguito degli infortuni di Yao Ming e Carlos Boozer. L'Hall of famer Magic Johnson, riguardo all'esclusione iniziale di Howard, ha commentato: "Quello è un problema, davvero". Ha in seguito aggiunto: "Josh Howard dovrebbe essere un All-Star. Punto.". L'8 dicembre 2007 mette a segno un career-high di 47 punti contro gli Utah Jazz. Nell'aprile 2008, qualche ora prima dell'inizio della serie di play-off contro i New Orleans Hornets, ha dichiarato a Michael Irvin in un'intervista per la ESPN di aver fumato marijuana durante l'offseason; ha poi aggiunto, nonostante la NBA non effettui controlli a sorpresa, di non fumare durante la stagione regolare e di non credere che "Questo possa impedirmi di fare il mio lavoro". Ha definito l'uso di marijuana "Una mia scelta personale". Aveva in precedenza parlato del suo consumo di marijuana e di un suo possibile collegamento con lo slittamento alla 29ª scelta al draft 2003 con il blogger di TrueHoop Henry Abbot.
Il 13 febbraio 2010 viene ceduto ai Washington Wizards insieme a Drew Gooden, James Singleton e Quinton Ross in cambio di Caron Butler, Brendan Haywood e DeShawn Stevenson. Il 22 febbraio 2010, nella partita contro i Chicago Bulls, subisce la rottura del legamento crociato anteriore del ginocchio sinistro. Viene sottoposto ad un intervento di ricostruzione il 16 marzo, tempi di recupero stimati tra i 6 e gli 8 mesi.
Il 15 dicembre 2010 firma un contratto annuale a circa 3 milioni di dollari con gli Utah Jazz.
Il 15 novembre 2012 firma un contratto annuale al minimo salariale per i veterani con i Minnesota Timberwolves. Il 14 dicembre si rompe nuovamente il legamento crociato anteriore, questa volta del ginocchio destro. Il 20 dicembre viene tagliato.
Il 25 ottobre 2013 firma con i San Antonio Spurs, ma viene tagliato il giorno dopo. Il 31 ottobre 2013 firma con gli Austin Toros, squadra militante in D-League.
Nel luglio 2014 ha firmato con i New Orleans Pelicans per la Summer League.

## Statistiche

### College
| Anno       | Squadra           | PG  | PT  | MP   | TC%  | 3P%  | TL%  | RP  | AP  | PRP | SP  | PP   |
| ---------- | ----------------- | --- | --- | ---- | ---- | ---- | ---- | --- | --- | --- | --- | ---- |
| 1999-2000† | W.F. Dem. Deacons | 36  | 34  | 24,9 | 46,0 | 28,6 | 58,3 | 4,7 | 1,8 | 1,2 | 0,9 | 9,2  |
| 2000-2001  | W.F. Dem. Deacons | 29  | 28  | 27,2 | 49,0 | 39,1 | 68,5 | 5,9 | 1,8 | 2,0 | 1,1 | 13,6 |
| 2001-2002  | W.F. Dem. Deacons | 31  | 26  | 27,4 | 50,4 | 32,9 | 65,7 | 7,7 | 2,1 | 1,6 | 1,0 | 13,9 |
| 2002-2003  | W.F. Dem. Deacons | 31  | 31  | 32,3 | 47,7 | 37,3 | 83,3 | 8,3 | 1,9 | 2,1 | 1,5 | 19,5 |
| Carriera   | Carriera          | 127 | 119 | 27,8 | 48,3 | 35,3 | 70,8 | 6,6 | 1,9 | 1,7 | 1,1 | 13,9 |

### NBA

#### Regular Season
| Anno      | Squadra            | PG  | PT  | MP   | TC%  | 3P%  | TL%  | RP  | AP  | PRP | SP  | PP   |
| --------- | ------------------ | --- | --- | ---- | ---- | ---- | ---- | --- | --- | --- | --- | ---- |
| 2003-2004 | Dallas Mavericks   | 67  | 29  | 23,7 | 43,0 | 30,3 | 70,3 | 5,5 | 1,4 | 1,0 | 0,8 | 8,6  |
| 2004-2005 | Dallas Mavericks   | 76  | 76  | 32,2 | 47,5 | 29,6 | 73,3 | 6,4 | 1,4 | 1,5 | 0,6 | 12,6 |
| 2005-2006 | Dallas Mavericks   | 59  | 58  | 32,5 | 47,1 | 42,9 | 73,4 | 6,3 | 1,9 | 1,2 | 0,4 | 15,6 |
| 2006-2007 | Dallas Mavericks   | 70  | 69  | 35,1 | 45,9 | 38,5 | 82,7 | 6,8 | 1,8 | 1,2 | 0,8 | 18,9 |
| 2007-2008 | Dallas Mavericks   | 76  | 76  | 36,3 | 45,5 | 31,9 | 81,3 | 7,0 | 2,2 | 0,8 | 0,4 | 19,9 |
| 2008-2009 | Dallas Mavericks   | 52  | 51  | 32,0 | 45,1 | 34,5 | 78,2 | 5,1 | 1,6 | 1,1 | 0,6 | 18,0 |
| 2009-2010 | Dallas Mavericks   | 31  | 9   | 26,7 | 40,1 | 26,7 | 79,0 | 3,6 | 1,4 | 0,7 | 0,3 | 12,5 |
| 2009-2010 | Wash. Wizards      | 4   | 3   | 22,8 | 43,5 | 27,3 | 75,0 | 3,3 | 1,0 | 0,8 | 0,5 | 14,5 |
| 2010-2011 | Wash. Wizards      | 18  | 10  | 22,7 | 35,8 | 24,1 | 61,7 | 4,1 | 1,3 | 0,7 | 0,3 | 8,4  |
| 2011-2012 | Utah Jazz          | 43  | 18  | 23,0 | 39,9 | 24,3 | 77,3 | 3,7 | 1,2 | 0,7 | 0,2 | 8,7  |
| 2012-2013 | Minnesota T'wolves | 11  | 4   | 18,8 | 40,3 | 31,3 | 58,3 | 3,3 | 0,4 | 0,9 | 0,3 | 6,7  |
| Carriera  | Carriera           | 507 | 403 | 30,3 | 44,8 | 33,2 | 77,0 | 5,7 | 1,6 | 1,0 | 0,5 | 14,3 |

#### Playoffs
| Anno     | Squadra          | PG | PT | MP   | TC%  | 3P%  | TL%  | RP  | AP  | PRP | SP  | PP   |
| -------- | ---------------- | -- | -- | ---- | ---- | ---- | ---- | --- | --- | --- | --- | ---- |
| 2004     | Dallas Mavericks | 5  | 0  | 17,2 | 22,2 | 20,0 | 90,9 | 6,4 | 0,8 | 1,2 | 1,2 | 5,4  |
| 2005     | Dallas Mavericks | 13 | 13 | 32,9 | 50,3 | 25,0 | 74,5 | 7,4 | 1,8 | 0,8 | 0,5 | 15,5 |
| 2006     | Dallas Mavericks | 23 | 23 | 35,8 | 45,3 | 36,9 | 80,8 | 7,4 | 1,4 | 1,0 | 0,6 | 16,7 |
| 2007     | Dallas Mavericks | 6  | 6  | 41,3 | 51,5 | 38,9 | 70,4 | 9,8 | 2,8 | 2,2 | 0,8 | 21,3 |
| 2008     | Dallas Mavericks | 5  | 5  | 34,2 | 29,2 | 10,0 | 80,0 | 7,0 | 1,4 | 0,4 | 0,4 | 12,6 |
| 2009     | Dallas Mavericks | 10 | 10 | 29,5 | 43,8 | 25,0 | 77,6 | 5,1 | 1,3 | 0,9 | 0,4 | 15,8 |
| 2012     | Utah Jazz        | 4  | 3  | 15,8 | 29,4 | 50,0 | 80,0 | 3,5 | 1,0 | 0,5 | 0,3 | 3,8  |
| Carriera | Carriera         | 66 | 60 | 32,0 | 44,0 | 31,1 | 78,2 | 6,9 | 1,5 | 1,0 | 0,6 | 14,8 |

## Palmarès
- Campione NIT (2000)
- NCAA AP All-America First Team (2003)
- NBA All-Rookie Second Team (2004)
- NBA All-Star (2007)